# Guy Pratt (homme politique)
Guy Pratt, né le 30 juillet 1925 à Longueuil et mort le 25 mai 1999 à Montréal, est un homme politique québécois. Il est député à l'Assemblée législative du Québec de la circonscription de Marie-Victorin pour le Parti libéral de 1984 à 1985.